# Scott Hicks
Robert Scott Hicks, nascut el 4 de març de 1953 en Uganda, és un director de cinema australià, nominat en algunes ocasions per l'Acadèmia de les Arts i les Ciències Cinematogràfiques de Hollywood.
Scott Hicks es va graduar amb honors en la Flinders University of South Austràlia el 1975 i va ser guardonat com doctor honoris causa el 1997. Hicks, que va nàixer i es va criar a l'Àfrica, viu ara en Adelaida, Austràlia, amb la seua dona, la productora Kerry Heysen, i els seus dos fills, Scott i Jethro.
El 2008, Scott Hicks va ser finalista en els Premis de l'Australià de l'Any.

## Biografia
Scott Hicks va néixer a Uganda de pare anglès enginyer i de mare escocesa, sent el més jove dels seus quatre fills. Després d'una infantesa que es desenvolupa principalment a Nairobi, es trasllada amb la seva família a Austràlia amb 14 anys. D'aquests trasllats successius a través de diversos continents, el director afirma haver-ne tret una mirada de "outsider" sabent les diferències presents d'un costat com de l'altre. Descobreix el cinema a la universitat d'Adelaida on decideix que serà el seu ofici. Allà coneix igualment la seva futura esposa Kerry Heysen, més gran, i que tenia ja un fill.
Després de l'èxit de Shine continua vivint a prop d'Adelaida on té d'altra banda vinyes amb la seva dona. Es pot veure el seu vi en una picada d'ull al seu film No reservations. A més del cinema s'interessa igualment per la fotografia i ha exposat ja tres vegades. El 2007 Scott Hicks és a la llista dels finalistes al títol d'australià de l'any.
Hicks comença la seva carrera cinematogràfica en el moviment de la nouvelle vague australiana i la creació de la "South Australia Film Corporation", ocupant diversos llocs en diversos rodatges i realitzant un curt experimental, The Wanderer. Desenvoluparà després el seu tema de joves que fugen al bush australià als seus dos primers llargmetratges, Down the Wind i Freedom. Paral·lelament comença una carrera de documentalista que el fa navegar entre projectes personals, films institucionals i comandes per la televisió australiana. Això la porta a treballar per la cadena americana Discovery Channel. Submarines Sharks of Steel li permet guanyar un premi Emmy l'any 1994.
Durant prop de deu anys Scott Hicks busca muntar el seu gran projecte sobre el pianista David Helfgott, un virtuós prometedor que després d'un greu accident físic torna a tocar el seu instrument. La presentació del film a Sundance el 1996 fa sensació al box office mundial i aconsegueix el 1997 set nominacions als Oscars, i Geoffrey Rush assoleix el premi al millor actor.
El fenomen al voltant de la pel·lícula li obre diverses portes entre les quals les de les majors de Hollywood. Dirigirà Snow Falling on Cedars per la Universal el 1999 i Cors perduts a l'Atlàntida el 2001 per la Warner, dues adaptacions (una de David Guterson, l'altre de Stephen King) que seran decepcions comercials i en part critica.
Després d'un temps d'absència marcat per projectes inacabats, torna el 2007 amb No reservations, un remake americà del film alemany 'Estimada Martha. Paral·lelament signa el seu retorn al documental amb un film consagrat a Philip Glass.
El 2009 The Boys Are Back, amb Clive Owen, és seleccionat al festival de Toronto. Aquest film marca igualment el seu retorn cinematogràfic en terres australianes.
Scott Hicks ha dirigit d'altra banda publicitat diversa i clips musicals (per INXS per exemple). El 1991 realitza en gran part els episodis de la sèrie de televisió per la joventut australiana Finders Keepers.

## Filmografia

### Cinema
- 1974: The Wanderer
- 1975: Down the Wind (amb Kim McEnzie)
- 1982: Freedom
- 1988: Sebastian and the Sparrow
- 1996: Shine (1996)
- 1999: Snow Falling on Cedars
- 2001: Cors a l'Atlàntida (Hearts in Atlantis)
- 2007: No Reservations
- 2009: The Boys Are Back
- 2011: Un home amb sort

### Televisió
- 1990: Call me Mr Brown
- 1991: Finders Keepers (sèrie tele)

### Documentals
- 1979: You Can't Always Tell
- 1980: Assertive Skills Training
- 1980: Bert Flugelman: Públic Sculptor
- 1981: No Going Back
- 1981: Women Artists of Australia (sèrie tele)
- 1982: The Hall of Mirrors: A Festival
- 1983: One Last Sort
- 1985: Family Tree
- 1989: The Great Wall of Iron (TV)
- 1993: Submarines, Shark of Steels (TV)
- 1994: The Space Shuttle (TV)
- 1996: The Ultimate Athlete: Pushing the Limits (TV)
- 2007: Glass, a retrat of Philip in Twelve Parts